# Dust of time
Dust of time is een muziekalbum met filmmuziek van de Griekse componiste en pianiste Eleni Karaindrou.

## Film
De film I skoni tou hronou is het werk van Theo Angelopoulos en werd voor het eerst vertoond op het Filmfestival van Berlijn (2009). Het thema van de film is afscheid nemen, ontmoeten en weer afscheid nemen. De hoofdpersoon A. , filmregisseur komt terecht in een film over zijn eigen leven, als hij het verhaal probeert te vertellen van het geschiedenis van zijn ouders Spyros en Eleni. Beide raken los van elkaar op drift in de wereldgeschiedenis; de oorlog in Vietnam en de Griekse Burgeroorlog doen hun uitwaaien over de gehele wereld, waarbij Eleni in Siberië raakt opgesloten en daar vriendschap sluit met Jacob. Jacob staat op een gegeven moment in vuur en vlam voor Eleni. Als zij vrijkomen trekt Eleni echter weer naar Spyros, Jacob vertwijfeld achterlatend. Eleni is ook de naam van de hoofdpersoon A. Zij raakt zoekt. Pas door de komst van Spyros en Eleni, komt ook de jongere Eleni weer tevoorschijn. Jacob kan niet verkroppen dat het gezinnetje voor elkaar kiest en stapt van een boot af en komt niet meer bovendrijven. De oudere Eleni slaakt thuis een gil en zakt vervolgens met een glimlach op haar gezicht in elkaar. Spyros rent naar haar toe, is te laat en loopt vervolgens met zijn kleindochter Eleni verder het even in.
Rollen werden gespeeld door Willem Dafoe, Bruno Ganz, Irene Jacob, Christiane Paul en Michel Piccoli.

## Muziek
Karaindrous muziek is uitermate geschikt voor de films van Angelopoulos. De films hebben bijna altijd een sombere stemming en de muziek van Karaindrou sluit daarbij aan. Het is semi-klassieke muziek in het genre kamermuziek. Slechts af en toe schrijft Karaindrou voor symfonieorkest. Ook dit album bevat muziek dat bestaat uit kamermuziek voor diverse samenstellingen, waarbij de componiste af en toe ook zelf achter de piano kruipt.

## Composities
| Nr. | Titel                                                                       | Duur |
| --- | --------------------------------------------------------------------------- | ---- |
| 1.  | Le temps perdu (viool en harp)                                              | 2:07 |
| 2.  | Dance theme variatie II (harp, cello, fagot, accordeon, hobo, strijkorkest) | 2:40 |
| 3.  | Notes I (piano en accordeon)                                                | 1:19 |
| 4.  | Seeking variatie II (strijkorkest)                                          | 2:23 |
| 5.  | Waltz by the river (harp, viool en accordeon)                               | 3:33 |
| 6.  | Unravelling time I (harp, fagot, piano, accordeon en strijkorkest)          | 1:21 |
| 7.  | Tsiganiko I (cello, accordeon, viool en harp)                               | 1:22 |
| 8.  | Dance theme variatie I (hoorn, harp, hobo, fagot , viool en accordeon)      | 2:17 |
| 9.  | Seeking (piano en symfonieorkest)                                           | 2:38 |
| 10. | Memories from Siberia (cello, accordeon, hoorn, hobo en fagot)              | 3:16 |
| 11. | Unravelling Time II (accordeon, cello, viool, harp, fagot)                  | 1:21 |
| 12. | Notes II (piano en accordeon)                                               | 2:33 |
| 13. | Tsiganko (cello, accordeon, viool en harp)                                  | 1:22 |
| 14. | Seeking variatie I (strijkorkest)                                           | 3:25 |
| 15. | Dance theme (piano en symfonieorkest)                                       | 4:30 |
| 16. | Le mal du pays (cello en accordeon)                                         | 1:16 |
| 17. | Nostalgia song (fagot, hobo en cello)                                       | 1:38 |
| 18. | Solitude (viool solo)                                                       | 2:21 |
| 19. | Adieu (piano en strijkorkest.)                                              | 2:18 |

De opnamen vonden plaats in Athene in de maanden januari en maart 2008, waarbij het strijkorkest werd geleverd door Camerata, Friends of Music Orchestra en het symfonieorkest door het Griekse Omroeporkest onder leiding van Alexandros Myrat.